# Parunxia scopifera
Parunxia scopifera là một loài bọ cánh cứng trong họ Cerambycidae.